# Scilla morrisii
Scilla morrisii ist eine Pflanzenart aus der Gattung der Blausterne (Scilla) in der Familie der Spargelgewächse (Asparagaceae).

## Merkmale
Scilla morrisii ist eine ausdauernde krautige Pflanze. Dieser Geophyt bildet eine Zwiebel als Überdauerungsorgan. Die drei bis sechs dicken, geraden Laubblätter sind bis zu 70 Zentimeter lang und 0,5 bis 1,5 Zentimeter breit.
Der Blütenstandschaft trägt eine Blütenstand aus einer bis vier Blüten. Die Blüten sind sternförmig, klein und lila bis blau mit einem milchigen weiß. 
Die Blütezeit reicht von März bis April.
Die Chromosomenzahl beträgt 2n = 12.

## Vorkommen
Scilla morrisii ist im Nordwesten von Zypern endemisch. Diese Art wächst in Höhenlagen von 250 bis 900 Meter in feuchten, schattigen Spalten und an Ufern. Sie ist oft in geschlossenen alten Beständen von Eichen wie Quercus infectoria subsp. veneris sowie Sträuchern wie der Terpentin-Pistazie zu finden.

## Gefährdung
Die IUCN stuft die Art als vom Aussterben bedroht („critically endangered“) ein, da das Verbreitungsgebiet stark fragmentiert und sehr klein ist, weiter schrumpft und es nur noch weniger als 600 Individuen gibt.

## Belege
- Bertrand de Montmollin, Wendy Strahm (Hrsg.): The Top 50 Mediterranean Island Plants. Wild plants at the brink of extinction, and what is needed to save them. IUCN/SSC Mediterranean Islands Plant Specialist Group, IUCN, Gland/Cambridge, 2005, ISBN 2-8317-0832-X (PDF-Datei, online).

## Weiterführende Literatur
- Johann Greilhuber, Franz Speta: A Giemsa C-banding and DNA content study in Scilla cilicica and S. morrisii, two little known sibling species of the S. siberica alliance (Hyacinthaceae). In: Plant Systematics and Evolution. 165, Nr. 1–2, 1989, S. 71–83, DOI: 10.1007/BF00936036.